# تجره (نیاسر)
تجره (کاشان)، روستایی از توابع بخش نیاسر شهرستان کاشان در استان اصفهان ایران است.

## زبان
گویش مردم زبان زبان راژی از شاخه زبان‌های ایرانی مرکزی است.

## جمعیت
این روستا در دهستان نیاسر قرار دارد و براساس سرشماری مرکز آمار ایران در سال ۱۳۸۵، جمعیت آن ۳۶ نفر (۱۳خانوار) بوده است.